# Darwin Bonilla
Darwin Doronis Bonilla Salgado (Chirilagua, 6 agosto 1989) è un calciatore salvadoregno, centrocampista dell'Àguila.

## Carriera

### Club
Ha sempre giocato in squadre della propria Nazione.

### Nazionale
Ha debuttato in Nazionale nel 2013.